# 王寺川村
王寺川村（おうじがわむら）は、かつて新潟県三島郡にあった村。

## 沿革
- 1889年（明治22年）4月1日 - 町村制施行に伴い三島郡王番田村、河根川村、古志郡寺宝村・能下古新田が合併し、王寺川村が発足。
- 1954年（昭和29年）11月1日 - 長岡市に編入され消滅。